# Зарнекау, Агриппина Константиновна
Агриппина Константиновна Джапаридзе, графиня Зарнекау (фон Царнекау) (груз. აგრაფინა ჯაფარიძე, გრაფინია ფონ ზარნეკაუ; 25 октября (6 ноября) 1855 — 18 октября 1926 года, Кисловодск) — представительница грузинской аристократии 19-го века, морганатическая супруга его высочества Константина Петровича Ольденбургского, меценатка.
Вместе с мужем известна ролью в тайном заключении предполагаемого морганатического брака великого князя Георгия Александровича со своей родственницей, княжной Накашидзе, вызвавшего скандал в императорском доме Романовых.

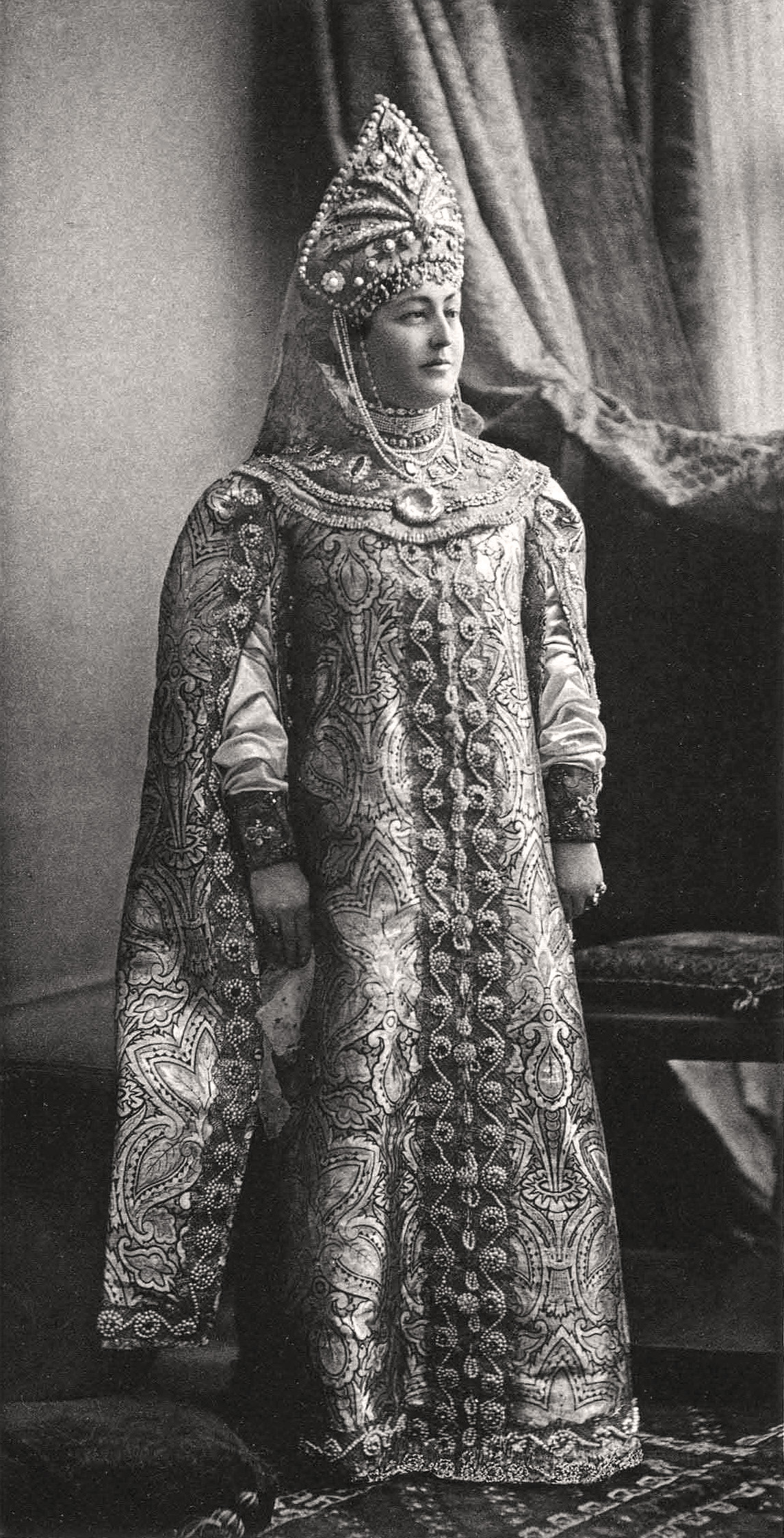
А. К. Зарнекау на Костюмированном балу 1903 года в костюме боярыни XVII в.

## Семья и первый брак
Агриппина родилась в исторической области Грузии Рача, в семье грузинских дворян Константина и Мелании Джапаридзе. Её отец скончался в 1860 году, когда Агриппине было всего пять лет. После смерти мужа её мать Мелания переехала в Кутаиси со своей семьей и вновь вышла замуж. В этом же новом городе Агриппина получила образование в школе святой Нины (школа № 3), где была одноклассницей Олимпии, сестры грузинского публициста Нико Николадзе.
В 1876 году, в возрасте 21 года, Агриппина вышла замуж за грузинского князя Тариэла Дадиани, прежняя супруга которого, София, скончалась после рождения их четвёртого ребёнка. Неизвестно, имела ли Агриппина собственных детей от Дадиани, однако известно, что их брак был несчастливым, отчасти из-за зависимости Тариэла от разорительных азартных игр.

## Второй брак

### Дети
20 октября 1882 года от герцога Ольденбургского Агриппина получила для себя и своего потомства титул графов Царнекау (при русском дворе использовался вариант — Зарнекау).
Родила князю Ольденбургскому 6 детей, см. список: Зарнекау